# Sady Dolne
Sady Dolne est une localité polonaise de la gmina de Bolków, située dans le powiat de Jawor en voïvodie de Basse-Silésie.